# Пашківський Роман
Рома́н Пашкі́вський (1898 (за іншими даними 1897), Борщівський повіт — 17 серпня 1971, Монреаль, Канада) — журналіст, редактор видань та радіопередач.

## Біографія
У часи національно-визвольних змагань Роман Пашківський був старшиною Армії УНР. Згодом зайнявся журналістикою та редагуванням друкованих видань у Львові. Був співредактором офіційного видання УНДО «Свобода» (1922—1939), редактором гумористичного журналу «Жорна» (1933—1934), співредактором «Зиза» (1923—1933) і «Комара» (1935—1939). Свої сатиричні твори, що друкувалися, зокрема в «Комарі» підписував під псевдонімом Раднерад.
Брав участь у роботі журналістських організацій, обирався членом управи Товариства українських письменників і журналістів ім. І. Франка (ТОПІЖ). Разом з Левком Лепким і Василем Сафронів-Левицький склав програму свята відкриття надмогильного пам'ятника Івану Франкові.
У 1930-х роках з дозволу польської влади на польському радіо у Львові було створено редакцію українських передач. Керував нею Роман Пашківський, який також виступав режисером, читав на радіо лекції. На цій посаді він залишився і за «першої
радянської влади». Проте недовго. Після того як радіотехніки, поляки за національністю, що не знали української мови, замість передачі київського радіо, випадково ввімкнули радіостанцію, що мовила українською мовою, але за меж СРСР. Щоб уникнути арешту йому довелося покинути Львів.
На радіо він повернувся після окупації Львова німецькими військами. Львівська станція отримала назву «Перша українська Радіостанція ім. полк. Євгена Коновальця».
У 1948 році Роман Пашківський перебрався до Канади. Був співредактором «Комара» (Вінніпег), співробітником «Клюбу Приятелів Української Книжки» у Вінніпезі, членом комбатантських організацій у діаспорі.
Помер після тривалої й важкої хвороби 17 серпня 1971 року. Похований на цвинтарі Всіх Святих у Монреалі.